# Tetania (sinal médico)
Algumas doenças e outras condições que aumentam a frequência de potenciais de ação causam contrações musculares involuntárias. Tetania é também a palavra usada para descrever espasmos musculares (contrações involuntárias dos músculos), quando eles não são causados pelo tétano.

## Causas
A causa usual da tetania é a falta de cálcio, mas o excesso de fosfato (alta proporção de fosfato para cálcio) também pode desencadear os espasmos.
A função diminuída da glândula paratireóide pode levar à tetania.
Baixos níveis de dióxido de carbono causam tetania; a razão mais comum para isso é a hiperventilação.

## Descrição
Espasmos e contracturas dos músculos, na maioria dos casos das mãos e pés, embora os músculos da face, da laringe (cordas vocais) e os músculos das goteiras vertebrais (coluna vertebral) possam ser igualmente afetados. Inicialmente, os espasmos são indolores; mas, se a situação persistir, tendem a tornar-se cada vez mais dolorosos. Em alguns casos, podem mesmo originar lesões musculares se a causa subjacente não for tratada. A tetania é um sintoma de alterações bioquímicas do corpo humano e não deve ser confundida com o tétano, que é uma infecção.
A causa mais comum de tetania é a hipocalcemia (nível baixo de cálcio no sangue), a qual pode, por sua vez, dever-se a uma dieta pobre em vitamina D. Outras causas incluem hipocalemia (nível baixo de potássio no sangue), que resulta vulgarmente de diarreias ou de vómitos prolongados; a hiperpneia (frequência respiratória anormalmente profunda e rápida), resultado, na maioria dos casos, de ansiedade; ou, mais raramente, de hipoparatiroidismo (atividade diminuída das glândulas paratiróides). Recentemente, considera-se que a hipomagnesemia (nível baixo de magnésio no sangue) é também um dos factores causais desta situação clínica.
{Um dos sinais clínicos mais evidentes de hipocalcemia e geralmente relacionado ao hipoparatireoidismo é a contratura espástica dos dedos das mãos e punhos que pode ocorrer espontaneamente ou ser provocada pela interrupçao temporária da circulação arterial como, p. ex., ao se medir a pressão arterial. O Sinal de Trousseau ou espasmo carpopodal ocorre ao se manter o manguito insuflado 20 mmHg acima da pressão sistólica do paciente: há uma contratura dos dedos e uma adução do polegar, configuramdo o que se chama de "mão de parteira".
Outro sinal importante é o de Chvostek, que ocorre ao percutir a região pré-auricular na região do nervo facial, produzindo contratura do lábio superio e parte inferior da hemiface do mesmo lado (pode ocorrer em 10 % da população normal).{esboço-medicina}}
1. ↑  Comunidade de Saúde.